# Roissybus

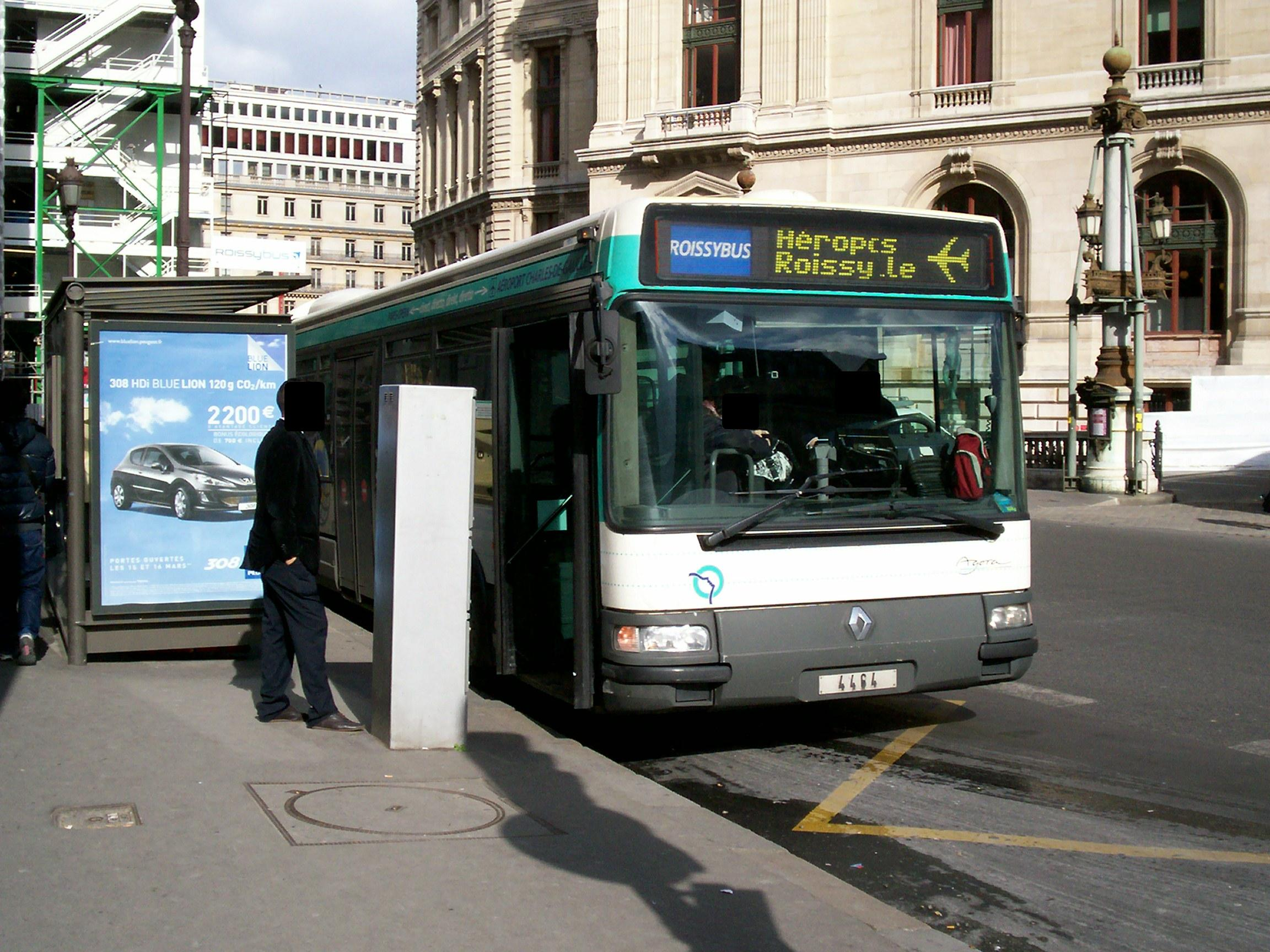
Roissybus na zastávce Opéra

Roissybus je obchodní označení autobusové linky 352, kterou provozuje společnost RATP. Linka spojuje Paříž a Letiště Charlese de Gaulla. Její název je odvozen od města Roissy, u kterého leží letiště, které se také takto dříve označovalo.

## Historie
Linka byla otevřena 1. prosince 1992. Vyjížděla od stanice metra Opéra na letiště Charlese de Gaulla. Na lince byly nasazeny autobusy firmy Renault, které byly v dubnu 2000 nahrazeny typem Agora L. Tyto autobusy jsou v současnosti nahrazovány autobusy firmy Mann.

## Charakteristika
Trasa je dlouhá 30 km a má 11 zastávek, z nichž pouze jedna je v Paříži, zbývající se nacházejí na letišti. Linka je v provozu denně od 6 do 23 hodin a spoje odjíždějí do 19 hodin každých 15 minut a poté po 20 minutách. Doba jízdy se pohybuje v závislosti na hustotě provozu mezi 45 a 60 minutami.

## Seznam zastávek
směr na letiště
- Auber – Opéra

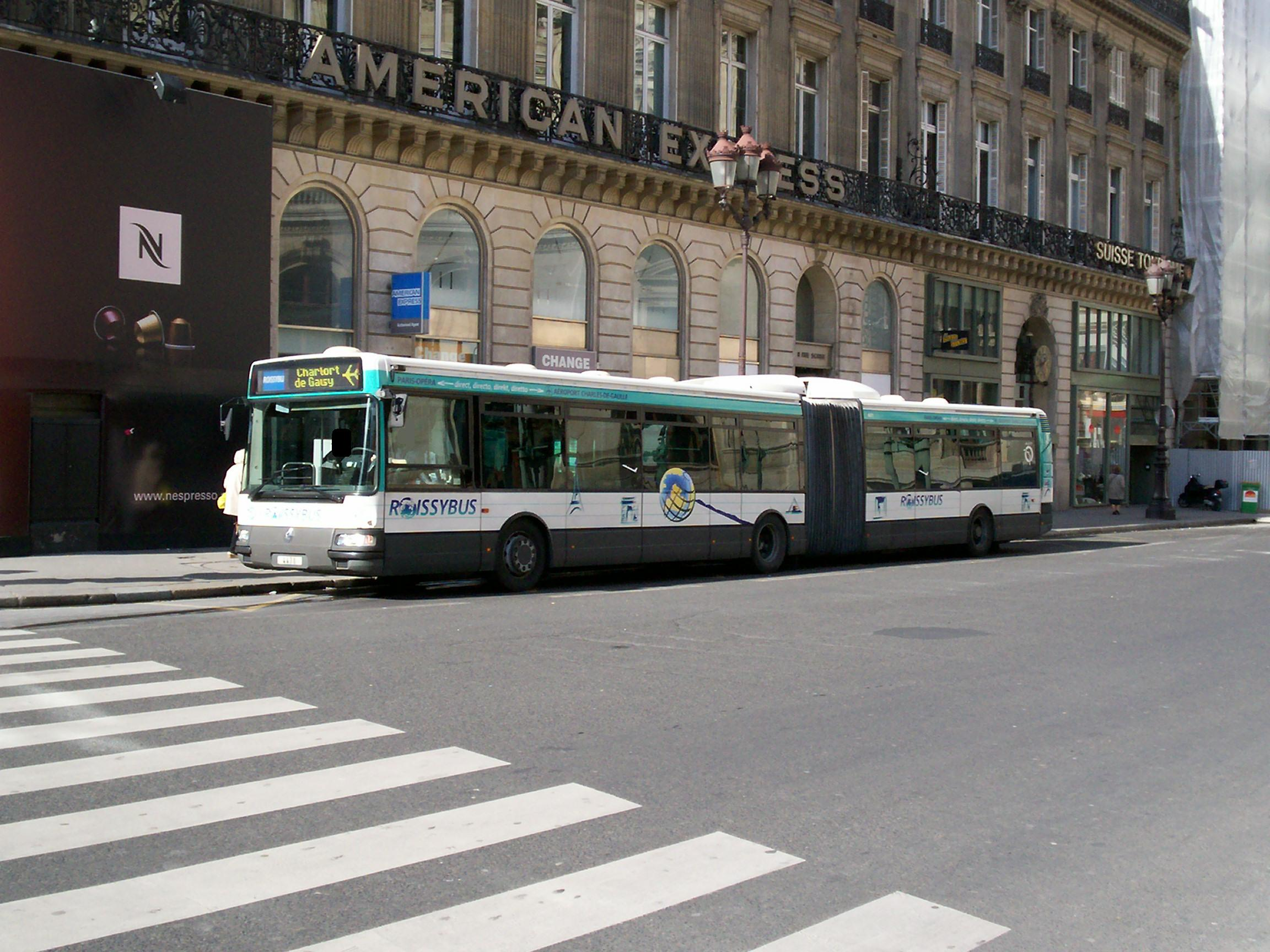

- Aéroport de Roissy Terminal 1
- Aéroport de Roissy Terminal 2A
- Aéroport de Roissy Terminal 2C
- Aéroport de Roissy Terminal 2EF
- Aéroport de Roissy Terminal 2D
- Aéroport de Roissy Terminal 2B
- Aéroport de Roissy Terminal 3

směr z letiště
- Aéroport de Roissy Terminal 3
- Aéroport de Roissy Terminal 2BD (Brána 11)
- Aéroport de Roissy Terminal 2AC (Brána 9)
- Aéroport de Roissy Terminal 2EF
- Aéroport de Roissy Terminal 1 (Brána 30)
- Auber – Opéra